# Bomolocha melaleuca
Bomolocha melaleuca là một loài bướm đêm trong họ Noctuidae.